# Фенти, Деннис
Деннис Фенти (англ. Dennis Fentie; 8 ноября 1950, Эдмонтон, Альберта — 30 августа 2019, Уайтхорс, Юкон) — канадский политик, премьер-министр провинции Юкон в 2002—2011 годах от Партии Юкона.

## Биография
Деннис Фенти родился в 1950 году в Эдмонтоне (Альберта) и в 12 лет переехал в Уотсон-Лейк в провинции Юкон. После окончания школы работал в компаниях, занимавшихся лесозаготовками и грузовыми перевозками, со временем став владельцем строительной компании Francis River Construction. В 1975 году был арестован за перевозку наркотиков и провёл в тюрьме 17 месяцев (помилован в 1996 году).
В 1996 году был избран и в 2000 году переизбран в Законодательное собрание Юкона от Уотсон-Лейк как представитель Новой демократической партии. В территориальном парламенте занимал посты лидера коалиции и лидера официальной оппозиции (после того, как в результате выборов 2000 года новых демократов сменили у власти либералы), а также главы комиссии по лесному хозяйству.
Несмотря на членство в НДП, Фенти отличался по взглядам от товарищей по партии. Определив для себя цели, которые должны быть достигнуты, чтобы улучшить жизнь в провинции, он перешёл из НДП в консервативную Партию Юкона. Это произошло в мае 2002 года, а в следующем месяце Фенти победил в борьбе за место лидера этой партии. На провинциальных выборах в ноябре 2002 года Партия Юкона объявила своим приоритетом создание новых рабочих мест в условиях экономического спада и получила 12 мандатов из 18.
Уровень безработицы в Юконе, в 2002 году составлявший 9,8 %, к 2006 году был снижен до 4,2 %. Это в целом отражало положительные тенденции в экономике территории. Однако за этот же период Партия Юкона потеряла большинство в Законодательном собрании: трое из её депутатов вышли из неё, став независимыми парламентариями (двое после отказа уплатить долг по полученным от правительства займам, а третий после обвинений в непристойном поведении). На выборах 2006 года оппозиционные партии сосредоточили свою кампанию на вопросах этики и личной порядочности парламентариев, а также на обещаниях избирательной реформы, но Партия Юкона сумела вернуть себе большинство, завоевав десять мандатов против пяти у либералов и трёх у НДП. Таким образом, Фенти остался на посту премьера на второй срок.
Помимо экономического прогресса (в частности, успешно развивалась горнодобывающая промышленность, где объём производства вырос более чем на 260 %), правительство Фенти взяло курс на оформление официальных отношений с коренными народами территории Юкон и налаживание более тесных экономических связей с другими северными территориями, включая выработку общей финансовой политики. Его правительство приняло ряд законодательных актов, направленных на борьбу с наркоманией и наркоторговлей. Был достигнут прогресс в вопросах финансирования здравоохранения территорий, что позволило создать современные больничные центры в Доусоне и Уотсон-Лейке.
К началу 2010-х годов, однако, деятельность Фенти начала сталкиваться с противодействием в консервативных кругах. Так, один из министров в его кабинете покинул правительство и фракцию в знак протеста против намерений премьера продать компанию Yukon Energy в частные руки, а бывший лидер территориальной Прогрессивно-консервативной партии Уиллард Фелпс объявил о намерении создать новую консервативную партию, которая будет бороться за лидерство с Партией Юкона. В итоге в мае 2011 года Фенти добровольно ушёл в отставку с поста премьера и лидера партии; несмотря на это, на последовавших выборах Партия Юкона, которую возглавил Даррелл Паслоски, сумела одержать свою третью подряд победу.
В 2014 году Фенти был включён в совет директоров горнодобывающей компании Golden Predator. Он умер в больнице Уайтхорса от рака в августе 2019 года в возрасте 68 лет, оставив после себя жену Лоррейн и дочь Фиону.